# Cónclave de 1730
El cónclave de 1730 (llevado a cabo entre el 5 de marzo y el 12 de julio de ese año) eligió como Papa al cardenal Lorenzo Corsini con el nombre de Clemente XII, con el fin de suceder al fallecido Benedicto XIII.

## Muerte de Benedicto XIII

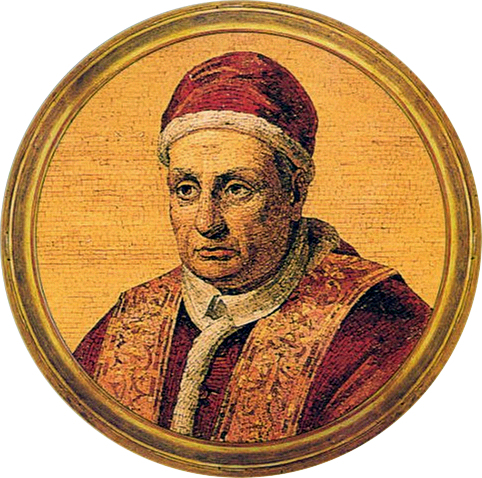
Papa Benedicto XIII.

A los 81 años de edad, el papa Benedicto XIII murió, el 21 de febrero de 1730, luego de casi seis años de pontificado. Era un sacerdote humilde, piadoso y santo (el papa Pío XI, en 1931, comenzó su proceso de canonización), pero no tenía experiencia política. La administración y la política exterior, casi en su totalidad, había sido confiada al cardenal Niccolò Coscia.
Ésta fue una elección extremadamente desacertada, ya que a Coscia se le acusaba de abuso de poder, apropiación de una importante suma de las arcas papales, y de influir seriamente en la autoridad del sumo pontífice. En política exterior, llevó a la conclusión del concordato con Víctor Amadeo II de Saboya, que en 1720 se hacía llamar rey de Cerdeña. En el concordato la Santa Sede reconocía su dignidad real, a pesar de que Cerdeña, desde tiempos de Bonifacio VIII, era un feudo papal. Después de la muerte de Benedicto XIII, Coscia inicialmente huyó de Roma, pero finalmente se le permitió participar en el cónclave.

## Lista de electores
Anexo:Cardenales electores en el cónclave de 1730
En el momento de la muerte de Benedicto XIII, el Colegio cardenalicio estaba compuesto por 67 cardenales, de los cuales 55 participaron en el cónclave, falleciendo uno de ellos durante la clausura, y otro salió antes de la elección papal. Además, otro de los cardenales había muerto durante la sede vacante.
De todos ellos, 27 eran considerados como papables.

## Divisiones en el Sacro Colegio
En los análisis previos al cónclave, se esperaba que un grupo de unos 20 cardenales italianos, nombrados por el Papa Benedicto XIII (los llamados benedictinos), crearan la mayor facción, capaz de bloquear a los candidatos de las otras facciones. No obstante, debido a la falta de un liderazgo claro y a las diferencias de opiniones entre ellos, la facción benedictina no se concretó. La mayoría de ellos se unieron a un partido dispuesto, los otros se esparcieron en los partidos de facciones políticas, y dos se aliaron con el cardenal Annibale Albani. España no poseía partido que la representara, ya que sus dos representantes, el embajador Cornelio Bentivoglio y Luis Antonio de Belluga y Moncada, estaban en desacuerdo. Bentivoglio, que era el representante oficial del rey Felipe V, se alió con el partido imperial, mientras que Belluga y Moncada se mantuvo al margen. Por tanto, el Sacro Colegio se dividió en cinco facciones:
- Partido francés: compuesto por cardenales franceses e italianos (de la familia Ottoboni), que representaban los intereses del rey Luis XV.
- Partido Imperial: facción de los partidarios del emperador de Austria.
- Partido Zelanti: compuesto por cardenales que se oponían a la influencia secular en la Iglesia, que proclama la voluntad de elegir al mejor candidato, independientemente de los intereses políticos. Esta fracción comprende el mayor número de cardenales ancianos, es decir, los proclamados antes de la elección de Benedicto XIII.
- Partido clementino: proclamados por Clemente XI, son cardenales que no pertenecen ni a las facciones políticas, ni al movimiento zelanti.
- Partido cerdeño: grupo que representa los intereses de Víctor Amadeo II de la Casa de Saboya, recientemente elevado a la categoría de rey de Cerdeña. En el cónclave, se alió con la facción imperial.

## El curso del cónclave

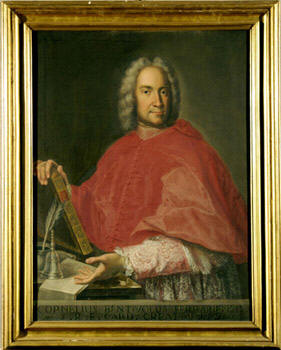
Cardenal Cornelio Bentivoglio.

Las votaciones comenzaron el 5 de marzo, con un total de 30 cardenales. El 8 de marzo llega el cardenal Carafa; el 9, Lambertini; el 11, Spinola y Marini; el 12, Bentivoglio, Accoramboni y Olivieri; el 13, Davia y Alberoni; el 15, Pico della Mirandola y del Giudice; el 22, Ruffo; el 30, Boncompagni; y el 31, Bissy y Sinzendorf. Desde finales de marzo había, por tanto, 46 electores. El 1 de abril llegó Kollonitsch; el 3, Althan; el 4, Coscia; el 6, Erba Odescalchi; el 8, Rohan y Borromeo; y el 20 Schönborn, dando el número de 53 electores. El 23 de abril muere en la clausura el cardenal Conti, lo que reduce el número de participantes a 52. Del 24 al 29 de abril, el cardenal Porzia salió temporalmente del cónclave, por encontrarse enfermo. El 26 de abril, llega el cardenal Pignatelli, y el 22 de mayo, el cardenal Caracciolo. A fines de mayo había 54 cardenales presentes. El 4 de junio, el cardenal Cibo pide licencia por enfermedad; el 9 hace lo mismo Ruffo; el 21 Porzia; el 1 de julio Schönborn, con lo que el número de electores cae a 50. Schönborn no regresa al cónclave; pero Porzia, Ruffo y Cibo entran a la clausura nuevamente el 11 de julio. Para la votación definitiva del 12 de julio asistieron 53 cardenales.

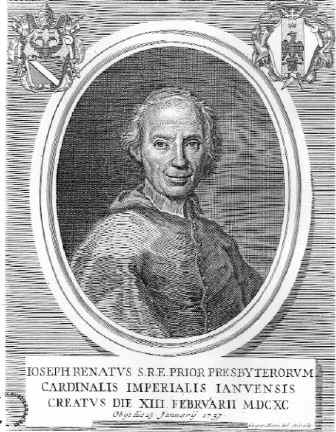
Cardenal Giuseppe Renato Imperiali.

Al principio parecía que el cónclave terminaría con bastante rapidez, con la elección del cardenal Giuseppe Renato Imperiali, de 79 años de edad, que estaba fuertemente apoyado por varios de los demás electores, pero Annibale Albani, que probablemente deseaba su victoria, quería obligar a cualquiera de los partidos cardenalicios a usar el derecho de veto. En la votación del 20 de marzo, Imperiali recibió 18 votos de 42, que en la práctica significaba que le faltaba un solo voto para ganar, ya que sus seguidores sabían que de un total de 10 candidaturas que los electores habían votado en esa ronda, la mayoría era de nombres de cardenales que favorecían su candidatura. Los partidarios de Imperiali tenían la esperanza de que esto debilitaría la vigilancia de los electores, alcanzando la mayoría requerida para que Imperiali ganara. Sin embargo, el embajador español Cornelio Bentivoglio, se dio cuenta de la argucia por lo que, en la mañana del 21 de marzo, en nombre del rey Felipe V declaró oficialmente el veto a la candidatura.
La notificación de veto no significó el fin definitivo de la candidatura de Imperiali, ya que los partidarios de este, a instancias del Cardenal Belluga y Moncada, pusieron en duda la validez del veto. El documento presentado por Bentivoglio tenía una antigüedad de casi 10 años, específicamente del 28 de agosto de 1720, y no había sido firmado por el rey, solo por el Secretario de Estado. En esta situación, se envió un mensajero a Madrid con el fin de verificar la validez del veto, y hasta su regreso, las deliberaciones del cónclave se mantuvieron suspendidas. Las votaciones se hicieron de manera rutinaria, pero no apareció ningún candidato serio. El 8 de abril, el embajador extraordinario del emperador llega a Roma, que dos días más tarde da una carta al cardenal Barberini, con opiniones sobre el Sacro Colegio.

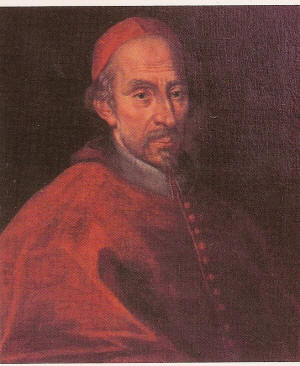
Cardenal Pier Marcellino Corradini.

El 23 de abril muere el gran penitenciario Bernardo Maria Conti, hermano del Papa Inocencio XIII. Tres días más tarde fue elegido para el cargo el cardenal Petra.
El 24 de abril, desde España, llega un correo de confirmación del veto contra el cardenal Imperiali, al que se le cierra definitivamente la puerta del papado. Al mismo tiempo, hace posible proponer nuevos candidatos.
A finales de abril el cardenal Cienfuegos, con el apoyo de los Ottoboni, España, Cerdeña y cardenales de alto nivel presentaron la candidatura de Tommaso Ruffo; pero luego es rechazada por los franceses y los clementinos. Ante tal oposición, Ruffo desiste de su candidatura. Se propone entonces a Lorenzo Corsini como un rival francés, con el apoyo de Cornelio Bentivoglio y los Zelanti. El 15 de mayo, recibió 26 votos, logrando rechazar la candidatura de Cienfuegos. En la segunda mitad de mayo, también se sugirió a otros candidatos, pero sin mucho éxito. Albani impulsa a su protegido Pico della Mirandola, pero es rechazado por la facción imperial.
A principios de junio, la facción imperial trata de forzar la elección del cardenal Davia, pero en la votación del 7 de junio, sólo saca 29 votos de 40. Este, es el mismo número de votos que se le dan al cardenal Corradini, candidato de los franceses y de los clementinos. Albani, junto a Corradini, logra acabar con la candidatura de Davia, y Corradini comienza a ser un candidato serio. El 17 de junio recibe 30 votos. Sin embargo, no es elegido, ya que se oponía al emperador y al rey de España. Aunque no hubo veto formal, los franceses retiraron su apoyo a Corradini. Parece ser que los franceses, desde el principio, en realidad no elegirían a Corradini y sólo lo propusieron como un movimiento táctico calculado para bloquear a Davia, y obligar a Austria a utilizar su poder de veto. En cualquier caso, a principios de julio, Corradini ya no cuenta como candidato.

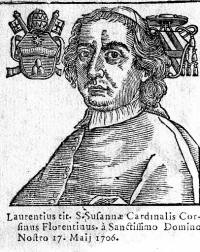
Cardenal Lorenzo Corsini, elegido como Clemente XII.

Ante el fracaso de la candidatura francesa de Corradini, se propone al cardenal Banchieri, que pronto es rechazado por todas las demás facciones. Para los franceses supuso una desagradable sorpresa que su camarlengo Albani, volviera a presentar la candidatura del cardenal Lorenzo Corsini. Este cardenal, ya rechazado anteriormente por la facción Imperial, entra de nuevo a las deliberaciones luego de que el Gran Duque de Toscana, Gian Gastone de Médici, utilizara su influencia en la corte imperial para convencer al emperador de que cambiara de opinión. El 7 de julio, el cardenal Cienfuegos recibió nuevas instrucciones de Viena, donde el emperador le dio las gracias por sus acciones pasadas, y le ordenó cambiar su posición con respecto a Corsini. El partido francés realizó un intento de formar una oposición a Corsini, todavía con la esperanza de impulsar a Banchieri, pero fue en vano. El 10 de julio, Corsini contaba con el apoyo de todos los partidos, excepto el francés. En esta situación, los cardenales Ottoboni y Polignac decidieron que resistir sería inútil, y en la mañana del 11 de julio anunciaron su apoyo a Corsini, con la condición de que Banchieri quedara como titular de la Secretaría de Estado. Hacia la noche, se había llegado a un consenso sobre Corsini.

## El nuevo papa

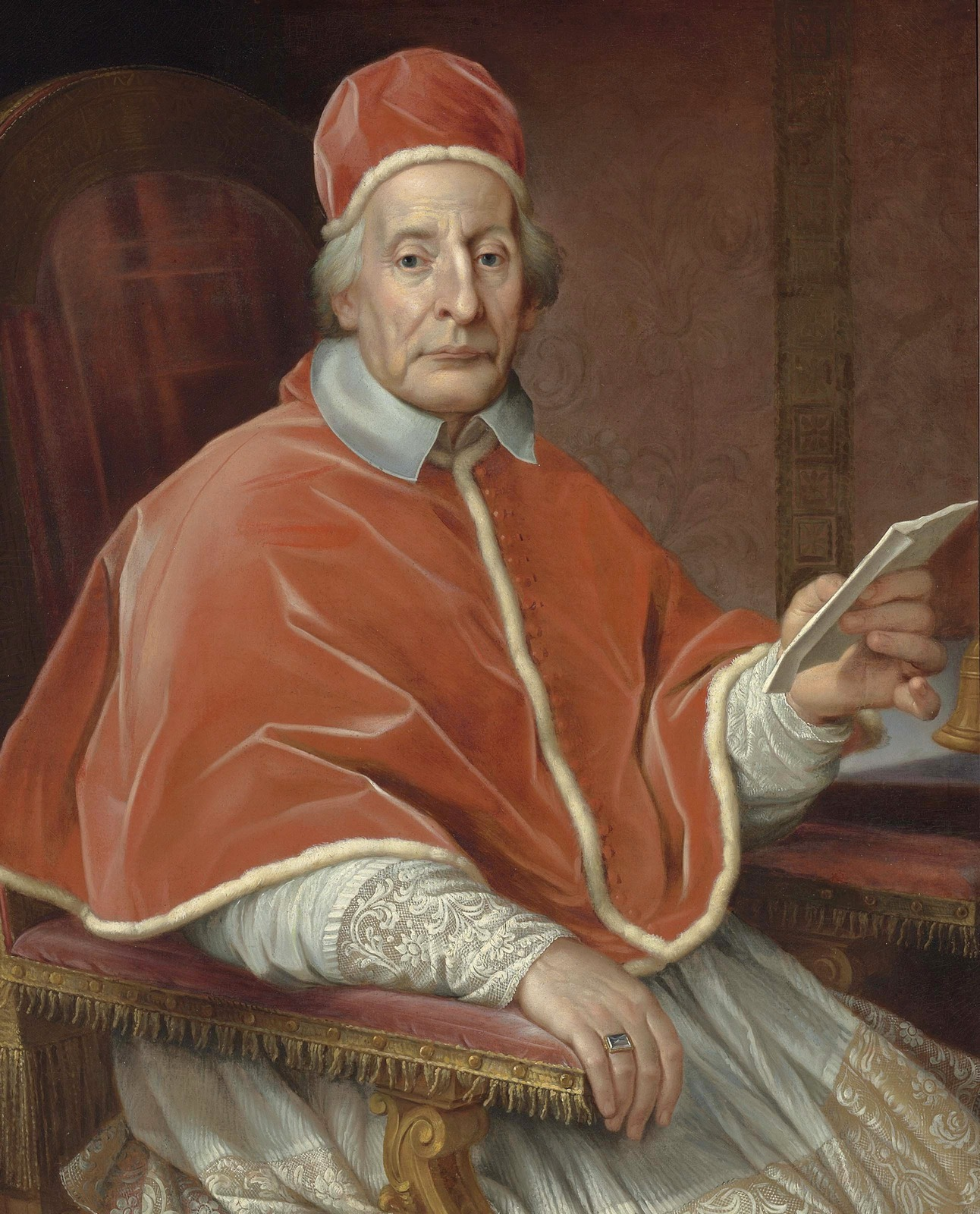
Retrato del Papa Clemente XII por Agostino Masucci

El 12 de julio de 1730, el cardenal Lorenzo Corsini, fue elegido Papa, recibiendo los votos de todos los cardenales, excepto el suyo, que dio al decano Francesco Pignatelli. Tomó el nombre de Clemente XII, en honor de Clemente XI, quién lo había elevado al cardenalato. Cuatro días más tarde, el protodiácono Altieri lo coronó solemnemente en la Basílica Vaticana. A pesar de su avanzada edad y mala salud, su pontificado duró casi 10 años.